# The World's Desire
The World's Desire er en britisk stumfilm fra 1915 af Sidney Morgan.

## Medvirkende
- Lilian Braithwaite som Claire Bennett
- Fred Groves som Sir Richard Bennett
- A.V. Bramble som George Cleaver
- Joan Morgan som Betty
- M. Gray Murray som Dr. Frank Saxon